# Euro Shopper
 (avril 2014).
Si vous disposez d'ouvrages ou d'articles de référence ou si vous connaissez des sites web de qualité traitant du thème abordé ici, merci de compléter l'article en donnant les références utiles à sa vérifiabilité et en les liant à la section « Notes et références ».

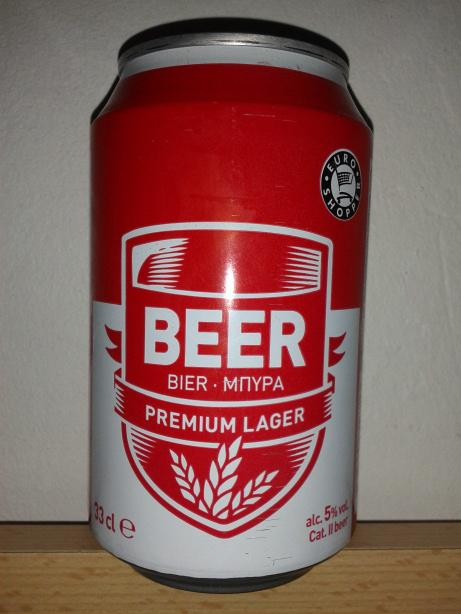
Une canette de bière blonde à 330 millilitres de la marque Euro Shopper.

Euro Shopper est une marque discount présente à travers l'Europe qui fut lancée en 1996 par le groupe Associated Marketing Services (AMS).
Elle produit essentiellement des denrées alimentaires et quelques produits hygiéniques. 
Les articles sont vendus indistinctement selon les pays et sont reconnaissables à leur emballage simple qui donne l'image d'une marque bon marché. Les produits Euro Shopper sont distribués dans 15 pays européens par des chaînes de supermarché membres du groupe AMS.
La marque sera remplacée dès 2013 par AH Basic dans tous les supermarchés et hypermarchés du groupe Ahold. Euro Shopper sera également remplacée par ICA Basic en Suède.

Pays dans lesquels les produits de Euro Shopper étaient vendus en 2008

## Disponibilité des produits Euro Shopper
Les enseignes membres du groupe AMS qui vendent des produits Euro Shopper en 2014 :
| Enseigne                           | Pays                                                                                         |
| ---------------------------------- | -------------------------------------------------------------------------------------------- |
| Albert Heijn (Ahold)               | Pays-Bas, Belgique, Curaçao, Allemagne (suppression progressive par AH Basic de 2013 à 2014) |
| ICA (ICA AB)                       | Suède, Norvège (suppression progressive par ICA Basic de 2013 à 2014)                        |
| Albert, Hypernova (Ahold)          | Slovaquie, Tchéquie (suppression progressive par AH Basic de 2013 à 2014)                    |
| Esselunga                          | Italie                                                                                       |
| Jeronimo Martins & Filhos SA       | Portugal                                                                                     |
| Kesko                              | Finlande                                                                                     |
| Hagar                              | Islande                                                                                      |
| Elomas LTD                         | Grèce                                                                                        |
| Premier Stores (en) (Booker Group) | Royaume-Uni                                                                                  |
| Rimi Baltic[réf. nécessaire]       | Estonie, Lettonie, Lituanie                                                                  |
| Superquinn                         | Irlande                                                                                      |
| Dansk SG[réf. nécessaire]          | Danemark                                                                                     |
| Marktkauf[réf. nécessaire]         | Allemagne                                                                                    |